# Guerre parthique de Trajan
Guerre parthique de Trajan
Batailles
Prise de Ctésiphon et Séleucie (printemps 116)
Destruction d'Edesse (été 116)
Prise et incendie de Séleucie (été 116)
Siège d'Hatra (automne 116 - été 117)
La guerre parthique de Trajan regroupe l'ensemble des campagnes menées par Trajan entre 114 et 117 pour étendre les limites de l'Empire romain en Orient. Elle fait suite à une succession de conflits plus ou moins importants entre Rome et le royaume des Parthes qui se disputent notamment la suprématie sur le royaume-tampon d'Arménie.
Ces campagnes ont pour conséquences directes l'annexion et la création de provinces éphémères comme l'Arménie et la Mésopotamie. Ces conquêtes sont de courte durée puisqu'elles seront abandonnées par Hadrien, successeur de Trajan.

## Relations entre Rome et les Parthes
Les premiers contacts entre Rome et les Parthes s'établissent lorsque les Romains envahissent l'Asie Mineure vers la fin du IIe siècle av. J.-C. S'ensuivent plus de sept siècles de relations tumultueuses et tendues sans qu'aucune des deux puissances, qui contrôlent chacune un vaste territoire, ne parviennent à imposer sa suprématie sur l'autre. Malgré tout, les conflits sont séparés de longues périodes de paix qui favorisent la mise en place d'échanges culturels et commerciaux.

### Les premières expéditions au-delà de l'Euphrate
Le royaume d'Arménie, qui constituera avec la partie orientale de la Syrie et le nord-ouest de la Mésopotamie un des principaux enjeux des conflits avec les Parthes, devient une puissance majeure en Orient durant la première moitié du Ier siècle av. J.-C. L'alliance de Tigrane II le Grand, placé sur le trône d'Arménie par les Parthes, et de Mithridate VI du Pont déclenche la première d'une série de trois guerres contre Rome. C'est durant la troisième guerre que les Romains sont amenés à franchir pour la première fois l'Euphrate (entre 74 et 63 av. J.-C.).
En 53 av. J.-C., les Romains franchissent de nouveau le fleuve, menés par Crassus, pour affronter les Parthes. L'expédition se solde par une défaite traumatisante pour Rome à la bataille de Carrhes. Les Parthes restaurent leur suprématie sur tous les territoires à l'est de l'Euphrate.
Plus tard, peu avant l'assassinat de César, ses adversaires tissent des liens avec les Parthes qui ne sont pas rompus après la mort du dictateur. Après avoir subi une défaite à la bataille de Philippes, des chefs républicains trouvent refuge à la cour du roi des Parthes et le poussent à entreprendre une expédition dans l'Orient romain. En 40 av. J.-C., Orodès II envahit la Syrie romaine dans ce qui constitue la seule invasion parthe d'envergure qu'ait subi l'Empire romain, à considérer toutefois davantage comme une expédition opportune que comme une volonté d'expansion. L'expédition bouleverse l'équilibre de la région et de nombreux royaumes clients de Rome passent sous l'influence des Parthes.
Marc Antoine réagit et chasse les Parthes des territoires occupés, rétablissant la frontière orientale le long de l'Euphrate en 38 av. J.-C. L'année suivante les royaumes de la région repassent sous l'influence de Rome et l'élimination des derniers Républicains éloigne les Parthes des affaires internes de l'Empire. Marc Antoine rêve de gloire et d'étendre l'Empire jusqu'en Mésopotamie mais il doit bientôt renoncer à son ambition après une sévère défaite infligée par les Parthes. Le conflit qui éclate bientôt entre Octave et Marc Antoine détourne pour un temps les Romains de la frontière orientale. Les campagnes de Marc Antoine contre les Parthes sont un échec car il n'a pas réussi à effacer le souvenir de la défaite de Crassus et les armées romaines ont été défaites une fois de plus en territoire ennemi. Par ailleurs, l'Arménie est revenue sous l'influence du royaume parthe après être brièvement passée dans la sphère d'influence romaine.

### La politique orientale d'Auguste

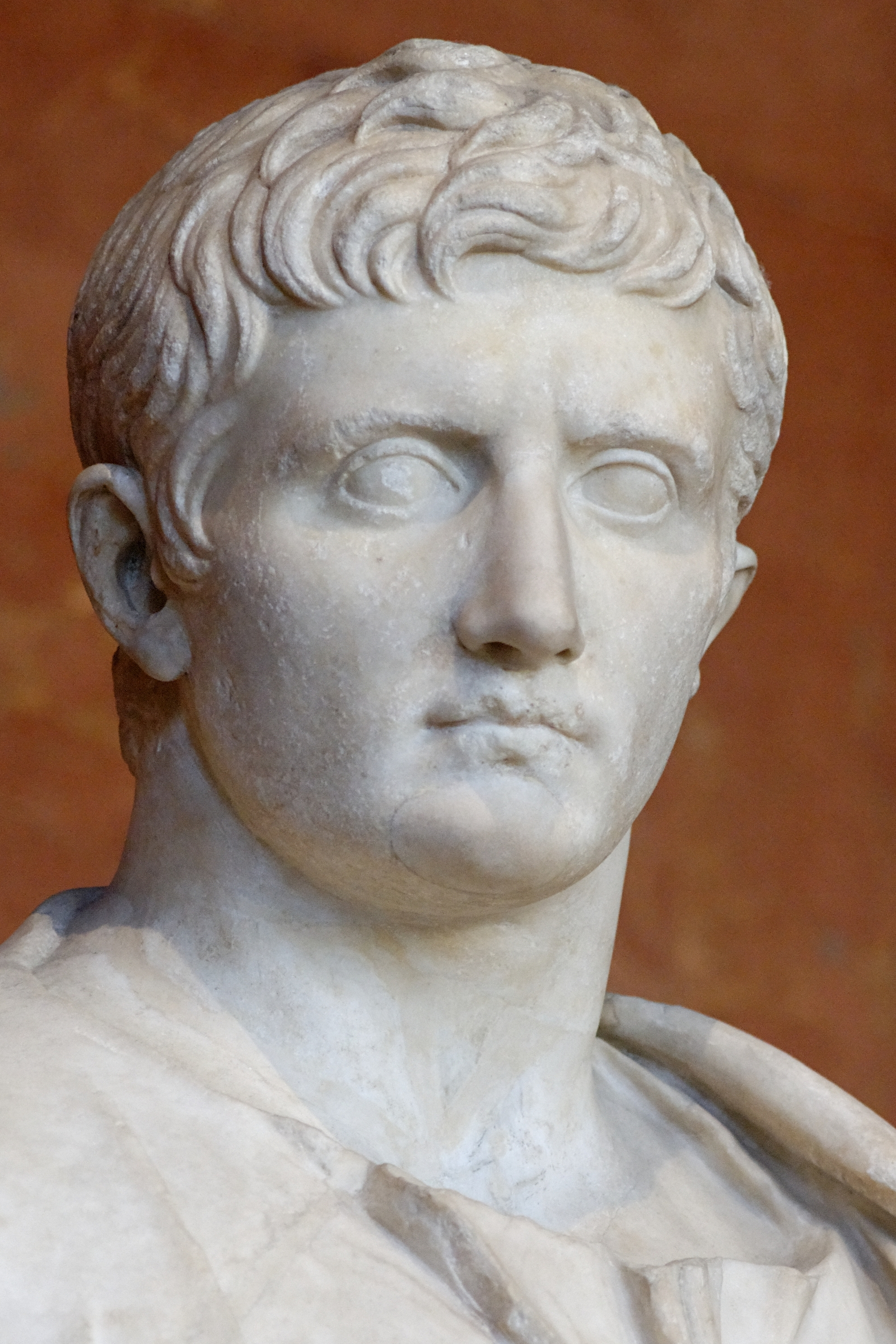
Portrait d'Auguste daté entre 20 et 30 av. J.-C.
Musée du Louvre.

Il faut attendre la fin de la guerre civile avec la victoire définitive d'Octave à la bataille d'Actium pour que les Romains se concentrent davantage sur leur politique orientale. Octave, devenu Auguste, renforce les troupes en garnison le long du limes oriental, figuré par le fleuve Euphrate, et réorganise la région en annexant certains royaumes clients et en renouant de vieilles alliances avec les rois des royaumes limitrophes qui deviennent à leur tour rois clients de Rome. De la mer Noire au nord de la Syrie, Rome est dorénavant en contact, direct ou non, avec l'empire des Parthes.
Auguste suit une politique complexe et réagit aux diverses situations en privilégiant les relations diplomatiques aux expéditions armées, s'efforçant de faire coexister pacifiquement les deux empires malgré des périodes de fortes tensions. Il obtient notamment la restitution des enseignes perdues lors de la bataille de Carrhes, mettant fin à un traumatisme vieux de plus de trente ans. Néanmoins, le royaume d'Arménie demeure un sujet de discorde du fait de sa situation géographique et chaque empire tente d'y étendre son influence en y plaçant des rois vassaux plus ou moins fidèles. Les villes sont généralement plus favorables aux Romains, pour des raisons essentiellement commerciales, mais le reste du pays, qui partage la même religion et la même culture iranienne, est plus favorable aux Parthes.
En 20 av. J.-C., Auguste parvient à imposer un roi pro-romain en Arménie grâce à la présence des armées de Tibère qui n'ont pas à combattre. Mais, même si cet évènement est fêté à Rome comme une victoire, les Parthes n'ont en fait rien cédé. Seulement vingt ans plus tard, le compromis trouvé par Auguste est remis en cause et il doit de nouveau intervenir, par l'intermédiaire de Caius César, pour rétablir un roi favorable à Rome. Une fois encore, la paix est de courte durée puisque quelques années plus tard, un nouveau roi parthe étend son influence sur l'Arménie. Finalement, la politique pacifique suivie par Auguste concernant les Parthes donne des résultats plutôt décevants.

### Politique orientale des empereurs duIersiècle

#### Tibère et la mission de Germanicus

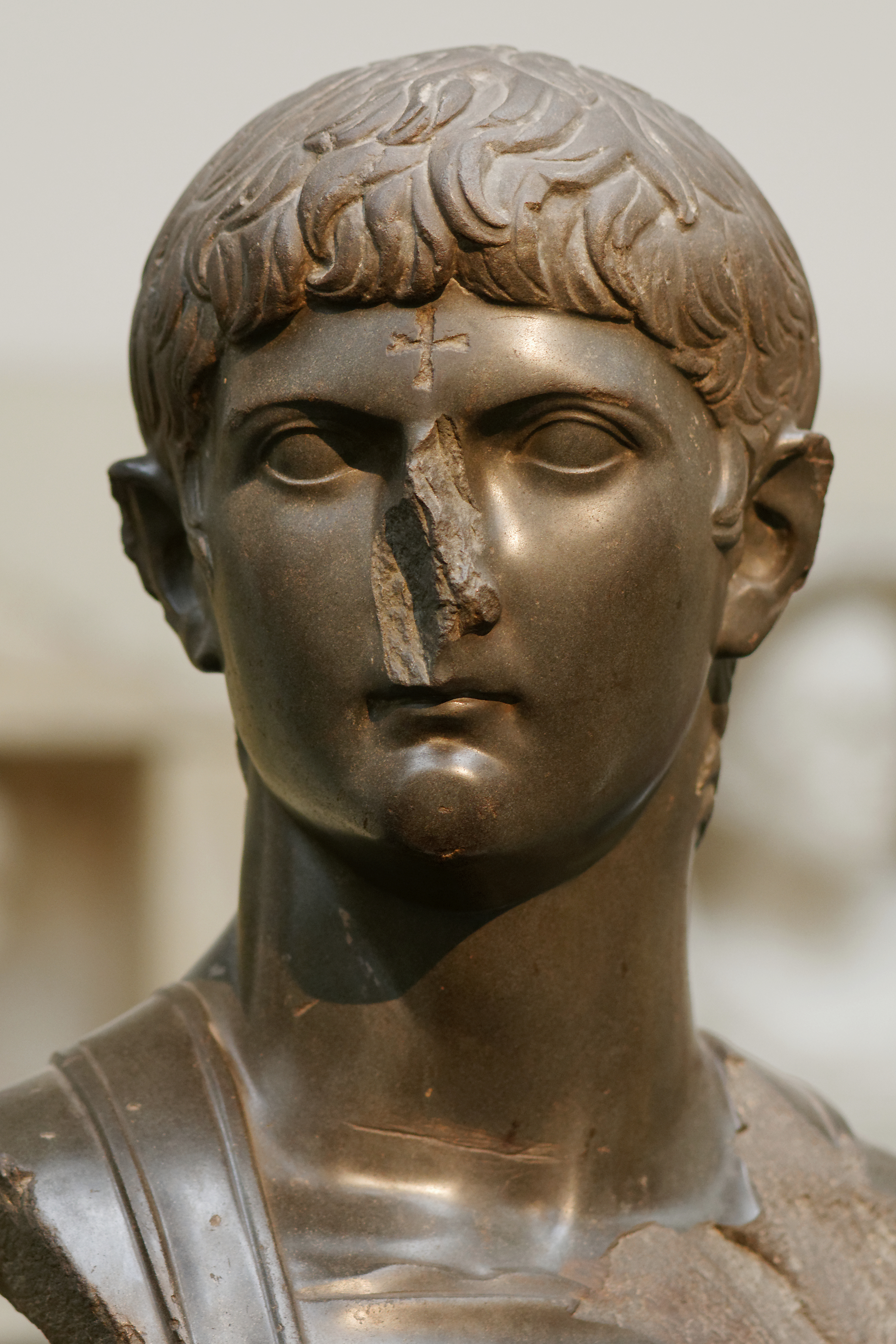
Buste de Germanicus daté entre 14 et 20 ap. J.-C. Durant l'antiquité tardive, des Chrétiens ont brisé le nez et gravé une croix sur le front.
British Museum.

Tibère poursuit la politique d'Auguste en préférant les solutions diplomatiques aux conflits armés. L'annexion de royaumes clients de Rome continue avec la Commagène et la Cappadoce. En 18, Germanicus se rend en Arménie et couronne un roi choisi par les Arméniens eux-mêmes, Zénon Artaxias. Mais à la mort de celui-ci, en 34, une nouvelle crise débute avec les Parthes. Rome reprend la situation en main après des échanges diplomatiques appuyés par une démonstration de force le long de la frontière. En 37, les Parthes cèdent et laissent les Romains placer Mithridate, originaire d'Ibérie, sur le trône arménien.

#### Caligula
Dès son accession au trône, Caligula prend la politique extérieure de ses prédécesseurs à contre-pied et multiplie les créations de royaumes vassaux de Rome en Orient. Il fait emprisonner le roi arménien Mithridate, laissant l'Arménie livrée à elle-même. Profitant de la situation, les Parthes reprennent le royaume sous leur contrôle.

#### Claude
Après le règne mouvementé de Caligula, Claude tente de réparer les erreurs de son prédécesseur et renoue avec les principes prônés par Auguste. Les royaumes vassaux sont progressivement annexés, au moment de la mort de leurs monarques. Claude profite des troubles apparus au sein de l'Empire parthe pour reprendre le contrôle de l'Arménie, jusqu'à ce que Vologèse parvienne à réunifier le royaume parthe en 51.

#### Néron et les campagnes de Corbulon

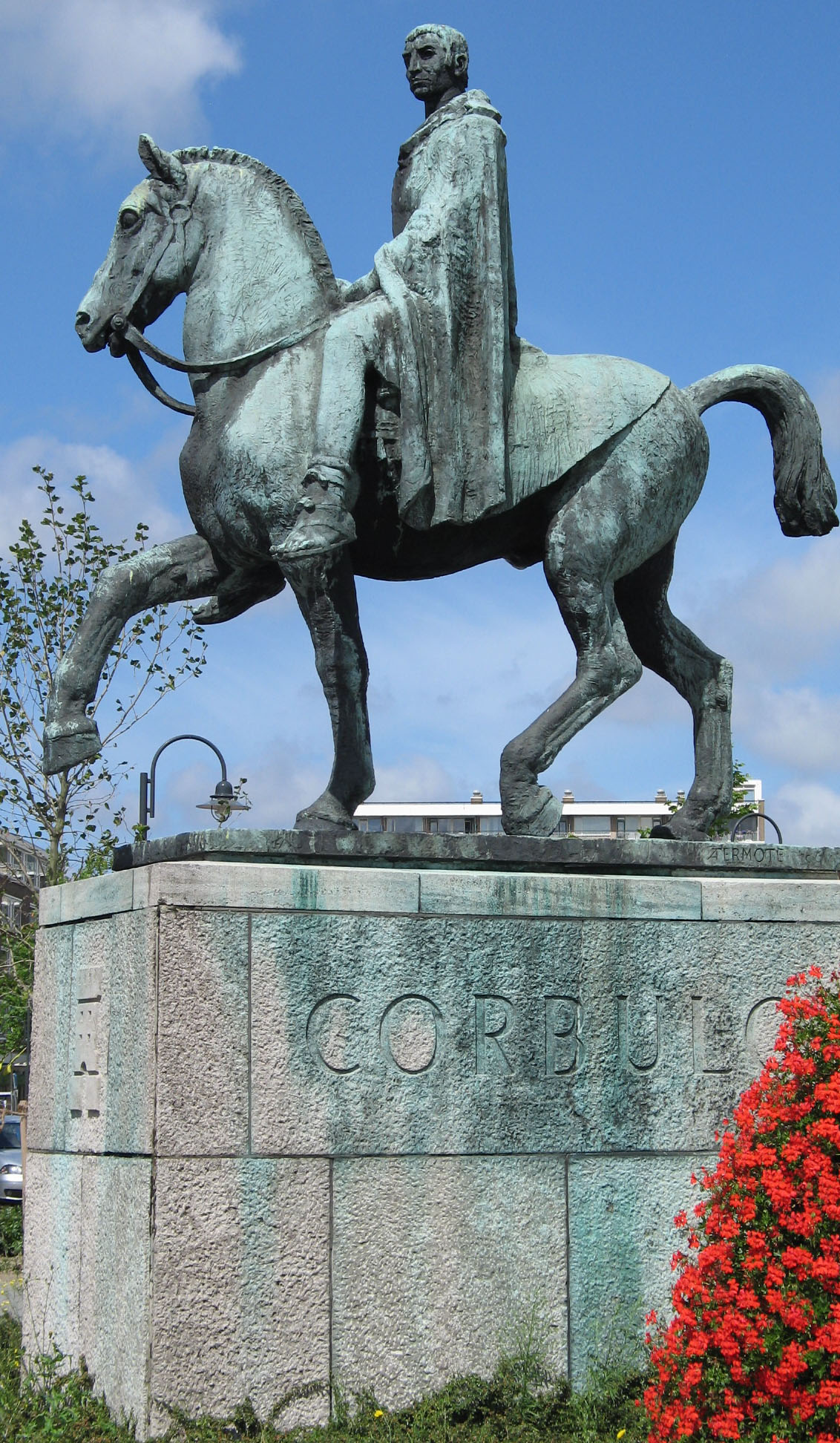
Statue équestre de Corbulon réalisée par Albert Termote (1887-1978).
Koningin Julianaplein (Voorburg).

À partir de 51, les tensions entre Rome et les Parthes au sujet du royaume s'intensifient. Finalement en 54, Vologèse Ier, roi des Parthes, conquiert l'Arménie et place son frère Tiridate sur le trône.
Néron, empereur depuis peu, réagit et nomme Corbulon commandant des forces armées d'Orient. Il place les légions de Cappadoce et de Galatie sous ses ordres et le charge de régler le problème arménien. Progressivement, la tension monte entre les deux empires mais aucun grand affrontement n'est engagé : les Romains affrontent les Parthes par une série d'escarmouches et de sièges sans grande envergure. En 58, la guerre est finalement déclarée et Corbulon parvient à s'emparer des deux capitales arméniennes, Artaxate et Tigranocerte. L’Arménie redevient un royaume vassal de Rome avec Tigrane VI sur le trône. Vologèse, qui n'a pu intervenir sur le moment à cause d'une révolte en Hyrcanie, n'accepte pas cette situation et, soutenu par la population d'Arménie majoritairement défavorable aux Romains, il envoie Tiridate réoccuper le royaume. Néron semble projeter l'annexion définitive de l'Arménie dans l'Empire et confie à Paetus la tâche de conquérir le royaume. Ce dernier échoue et, battu par Vologèse, est contraint de signer un armistice. En 63, Vologèse, profitant de son avantage temporaire et voulant éviter une guerre directe contre Rome, signe avec Corbulon le traité de Rhandeia par lequel les Romains acceptent de couronner Tiridate roi d'Arménie en tant que vassal de Rome. Ce traité permet de stabiliser la situation en Orient pendant près de cinquante ans.

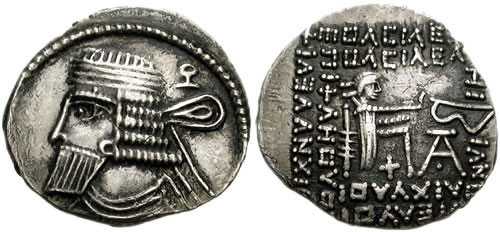
Pièce de monnaie parthe frappée durant le règne de Vologèse Ier dont le profil figure côté face.

#### Les Flaviens
Le compromis trouvé en 63 à Rhandeia maintient un équilibre en Orient entre les empereurs romains et les rois parthes. Néanmoins, cet équilibre est fragile et quelques incidents diplomatiques ont failli le rompre. Vespasien annexe l'Arménie mineure, avec Satala, et la Commagène, avec Samosate, faisant ainsi disparaître les derniers royaumes clients d'Asie mineure. Il fait de Samosate et Mélitène des camps légionnaires, verrouillant l'accès à la vallée de l'Euphrate. Il fait construire des routes stratégiques permettant un accès rapide à la région en cas d'attaque. Impressionnés par l'important dispositif mis en place sous les Flaviens, les Parthes cessent leurs offensives. La mort de Vologèse les affaiblit encore, permettant aux empereurs romains de se concentrer sur les autres fronts. Cette situation stable en Orient permet à Trajan de préparer minutieusement sa grande expédition.

## L'expédition de Trajan en Orient

### Les sources
Il ne reste quasiment aucune trace des monuments qui commémorent les victoires de Trajan en Orient, contrairement à ceux commémorant les guerres daciques, comme la colonne Trajane et le Tropaeum Traiani d'Adamclisi. Un arc célébrant les victoires en Orient est bien érigé dans le forum de Trajan à Rome, et un autre arc de triomphe est élevé en Mésopotamie, à Doura Europos, mais tous deux ont disparu aujourd'hui.
Pour reconstituer les évènements de cette guerre, il ne reste quasiment que les passages de l'Histoire romaine de Dion Cassius qui ont été préservés par Xiphilin, les fragments du Parthica d'Arrien et les sources épigraphiques et numismatiques. Dion Cassius, historien du IIIe siècle, décrit les faits près d'un siècle après qu'ils ont eu lieu, ce qui rend son témoignage peu fiable. En revanche, Arrien a pu vivre ces évènements qui se sont déroulés alors qu'il devait avoir entre 20 et 30 ans. On ne sait pas s'il a participé directement aux campagnes contre les Parthes (rien dans les fragments du Parthica qui nous sont parvenus ne permet de l'affirmer ou de l'infirmer) mais s'il était présent aux côtés de Trajan, ce devait être comme officier de cavalerie, étant trop jeune pour s'être vu confié un commandement de légion.

### Les objectifs

Avancées et reculs de l'empire parthe.

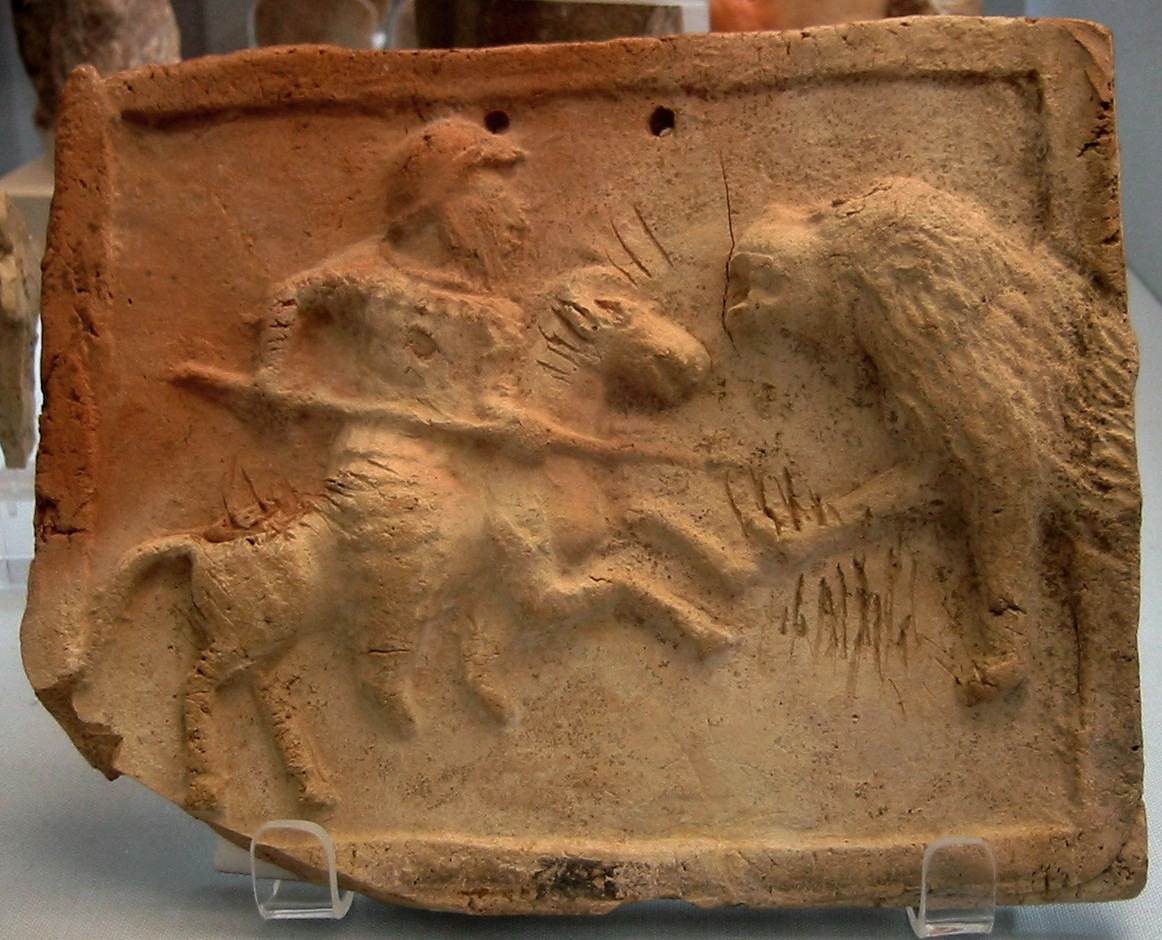
Cataphractaire parthe affrontant un lion.

On peut raisonnablement penser que Trajan avait planifié son expédition en Orient contre les Parthes et l'annexion de l'Arménie et de la Mésopotamie depuis au moins 111, si ce n'est depuis le début de son règne comme le laisse entendre Pline le Jeune quand il affirme que Trajan a relié le Rhin à l'Euphrate (« Rhenumque et Euphraten ») dans son Panégyrique de Trajan.
Le principal but poursuivi par Trajan semble être de stabiliser durablement la frontière orientale de l'Empire. Pour cela il va occuper et contrôler l'Arménie, suite logique des manœuvres déjà amorcées depuis les campagnes de Corbulon sous Néron, et conquérir la partie occidentale de la Mésopotamie afin de l'organiser en province et d'en faire un glacis le long de l'Euphrate comme il l'a déjà fait avec la Dacie pour le Danube. De plus, Trajan a sûrement été attiré par le prestige qu'il pouvait tirer des victoires sur les Parthes, opinion que partage Dion Cassius pour qui la véritable motivation de Trajan n’est autre que la recherche de la gloire et la volonté d’imiter Alexandre le Grand (sogenante Alexander-imitatio).
Depuis le traité de Rhandeia puis la mort de Vologèse Ier et les luttes intestines qui les divisent, les Parthes se sont affaiblis. Trajan en est peut-être conscient et il utilise la propagande impériale afin de raviver chez les Romains la peur d'un ennemi menaçant l'intégrité de l'Empire romain. On a pu avancer d'autres objectifs comme la sécurisation des routes commerciales qui traversent la Mésopotamie vers le golfe Persique, pour lesquelles les Parthes servent d'intermédiaires, mais il est peu probable que ce soit ce qui a décidé Trajan à lancer cette expédition d'envergure.

### Lecasus belli
Depuis des décennies, un désaccord existe sur la mise en place d’un roi en Arménie et conduit à de graves tensions entre Rome et les Parthes. À la suite des campagnes de Corbulon et à la signature du traité de Rhandeia sous Néron, un roi arménien, Tiridate, est confirmé sur son trône comme vassal de Rome. Depuis, la Grande-Arménie est considérée comme un royaume client de Rome bien que les Parthes en revendiquent toujours le contrôle.
Vers 105, une guerre civile éclate dans le royaume parthe quand Vologèse III revendique le trône occupé depuis 78 par Pacorus II. Vologèse III prend alors le contrôle sur toute la partie orientale du royaume où il règne. En 109, Chosroes succède à son frère Pacorus et tente de reprendre le contrôle de tout le royaume. Vers 110, en accord avec Rome, il nomme Axidarès, son neveu, roi d'Arménie.
En 113, Chosroes tente d’étendre son influence sur l’Arménie et renverse le roi arménien Axidarès. Il installe son propre frère Parthamasiris sur le trône, sans le consentement de Rome. En allant ainsi à l'encontre des clauses du traité de Rhandeia de 63, il offre aux Romains une occasion de déclaration de guerre, ou plutôt un prétexte selon l'avis de Dion Cassius.

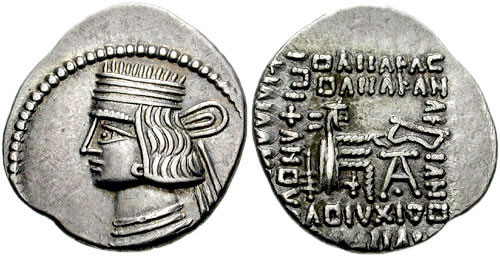
Monnaie parthe de Pacorus II (entre 78/80 et 105/110)
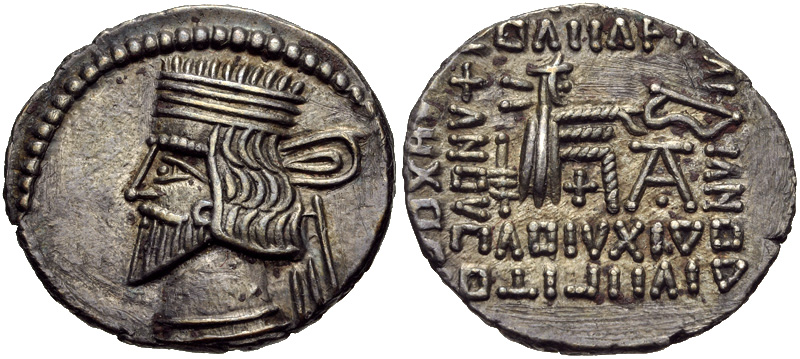
Monnaie parthe de Vologèse III (entre 105 et 147)
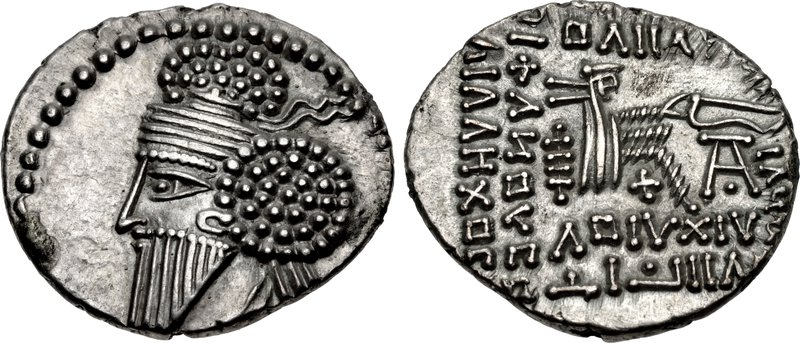
Monnaie parthe de Chosroes Ier (entre 109 et 129)

### Première campagne

#### Préparatifs

##### L'annexion de l'Arabie Pétrée

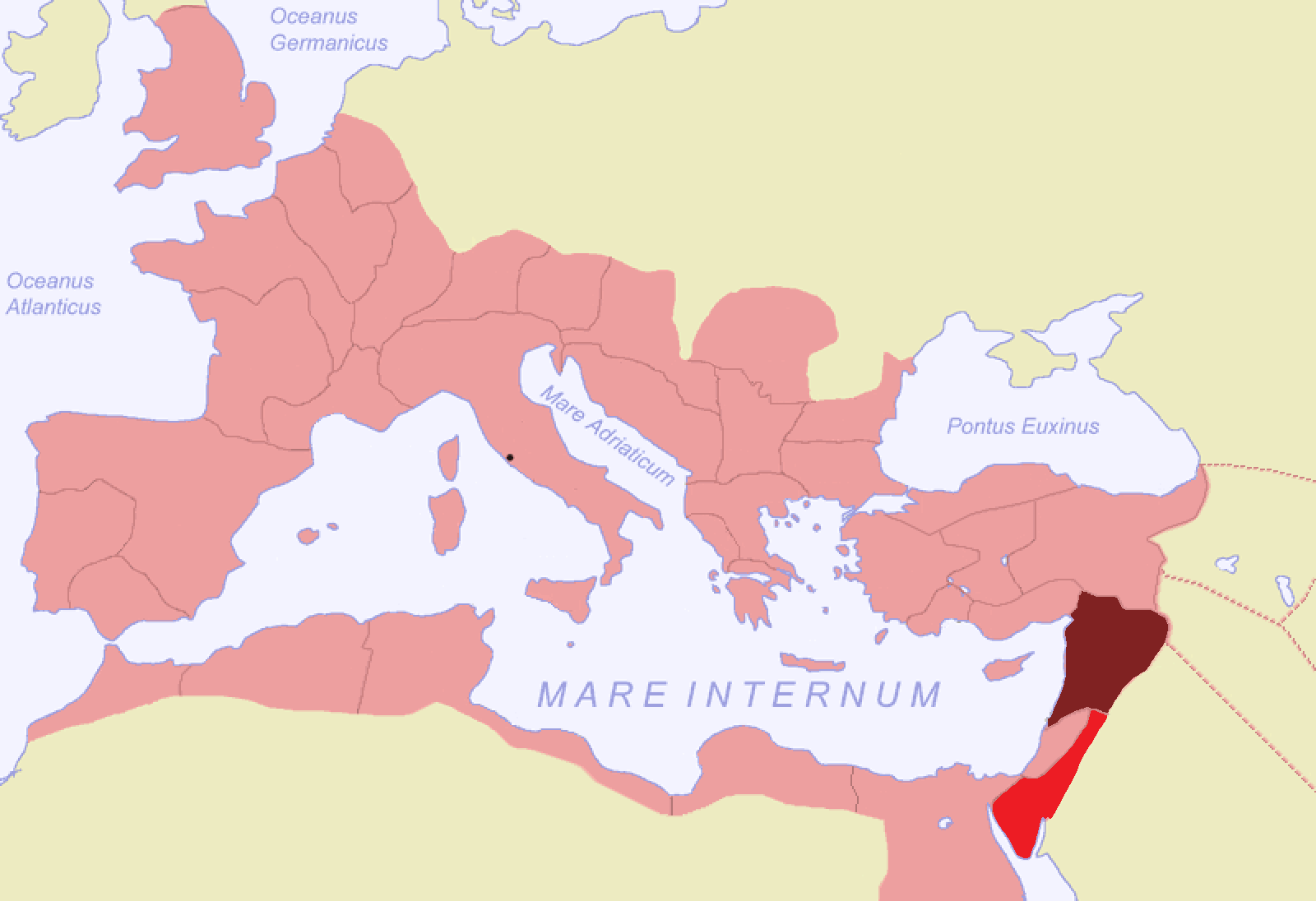
Carte de l'Empire romain en 106.
En rouge foncé, la province de Syrie et en rouge vif, la nouvelle province d'Arabie Pétrée.

Profitant de la mort du roi des Nabatéens Rabbel II en mars 106, Trajan ordonne à Aulus Cornelius Palma Frontonianus, gouverneur de Syrie, d'annexer son royaume,. La Legio III Cyrenaica est placée en garnison à Bostra, capitale de la nouvelle province, sous le commandement du gouverneur. Cette décision peut laisser présager les annexions progressives des autres royaumes clients de Rome de la région : le royaume d'Osroène autour d'Édesse et le royaume d'Arménie notamment. Or l'Arménie constitue un cas épineux, les Parthes en disputant la suprématie à l'Empire romain. La suzeraineté prolongée de Rome sur le royaume semble rendre d'autant plus inévitable une annexion définitive. On peut voir également dans l'annexion du royaume de Pétra une volonté de sécuriser les liaisons commerciales entre l'Égypte, la Judée et la Syrie (avec la mise en place d'une ligne commerciale entre Bostra et Aelana, passant par Pétra) et l'amorce d'un renforcement de la frontière orientale. Entre 110 et 111, les Romains aménagent le nouveau territoire pour en faire une base à la fois offensive et défensive et établissent à sa frontière orientale une sorte de limes Arabicus ouvert (en construisant des forts isolés) afin, semble-t-il, d'empêcher les Parthes d'envahir la Syrie ou même l’Égypte dans une manœuvre de diversion.

##### Les campagnes en Dacie

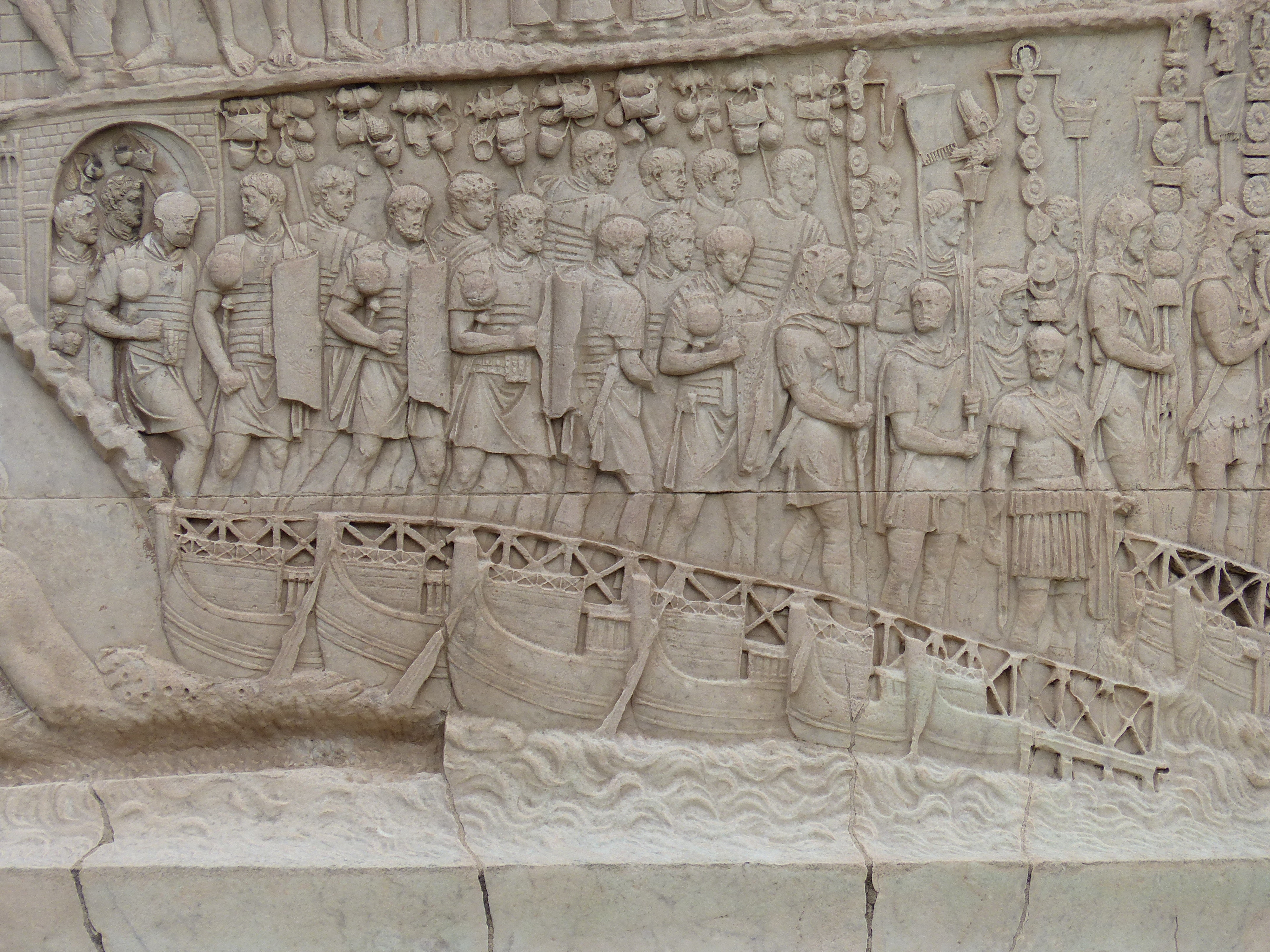
Passage du Danube par l'armée romaine, bas-relief de la colonne Trajane.

Certains historiens avancent l'hypothèse que Trajan a planifié son expédition contre les Parthes avant même son accession au trône, à l'époque où il est engagé sous les ordres de son père sur le front d'Orient. Cette expérience militaire lui aurait permis de se rendre compte que la situation ne pouvait être débloquée que par une offensive de grande envergure. Selon cette hypothèse, son voyage le long du Rhin et du Danube au début de son règne puis les campagnes contre les Daces sont à analyser en partie comme une volonté de consolider la situation sur les fronts européens afin d'avoir le champ libre pour la guerre contre les Parthes. Quoi qu'il en soit, le butin récupéré lors des campagnes daces a permis à Trajan de financer les préparatifs de l'expédition en Orient. Sans cet apport, la campagne contre les Parthes aurait été beaucoup plus difficile à organiser.

##### Nouveaux gouverneurs à la tête des provinces clés
Trajan place à la tête des provinces sensibles pour le conflit contre les Parthes des personnages de marque : en 112, Tacite est envoyé comme proconsul en Asie, Caius Avidius Nigrinus devient gouverneur de la Dacie récemment conquise où des troubles sont à craindre et Pline le Jeune, homme de confiance de l'empereur, prend en charge l'administration de la Bithynie à partir de 111.

##### Départ de Trajan pour l'Orient

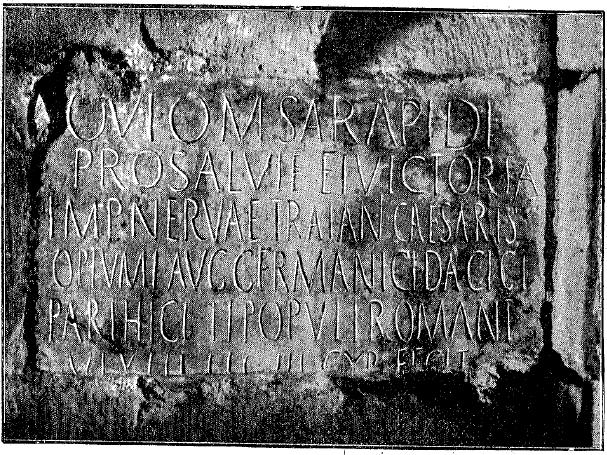
Inscription sur un autel dédié à Jupiter Sérapis par une vexillation de la Legio III Cyrenaica vers 116/117 à Jérusalem. On peut lire :
[I]OVI O M SARAPIDI
PRO SALVTE ET VICTORIA
IMP NERVAE TRAIANI CAESARIS
OPTVMI AVG GERMANICI DACICI
PARTHICI ET POPVLI ROMANI
[VEXILL LEG] III CYR FECIT
CIL III, 13587.

Trajan part de Rome en septembre ou octobre 113 mais ne se dirige pas tout de suite vers le front parthe. Il passe d'abord par Athènes où il rencontre les ambassadeurs envoyés par Chosroes Ier, roi des Parthes, qui semble avoir sous-estimé et regretter la conséquence de son intervention en Arménie. Ceux-ci demandent à Trajan de reconnaître Parthamasiris comme roi d'Arménie et vassal de Rome. Trajan répond qu'il règlera cette affaire en personne à son arrivée en Syrie. Ce refus de négocier peut être analysé comme une preuve qu'il s'agit d'une guerre préméditée. Il poursuit son voyage en suivant la côte d'Asie mineure, ce qui lui permet d'éviter une traversée de l'Anatolie en plein hiver, et fait escale à Éphèse. Au tout début de l'année 114, Trajan débarque à Seleucia Pieria, port d'Antioche et base de la flotte de Syrie créée sous les Flaviens, et entre dans Antioche le 7 janvier 114. Il concentre ses troupes et l'approvisionnement nécessaire en Syrie et en Cappadoce. Il demande aux villes d'Orient et à leurs noblesses une lourde contribution. Il profite de la réorganisation de la Cappadoce, de la construction des camps de Satala et de Mélitène et de la mise en place d'un réseau de routes sur un axe ouest-est réalisées sous les Flaviens.

#### Année 114

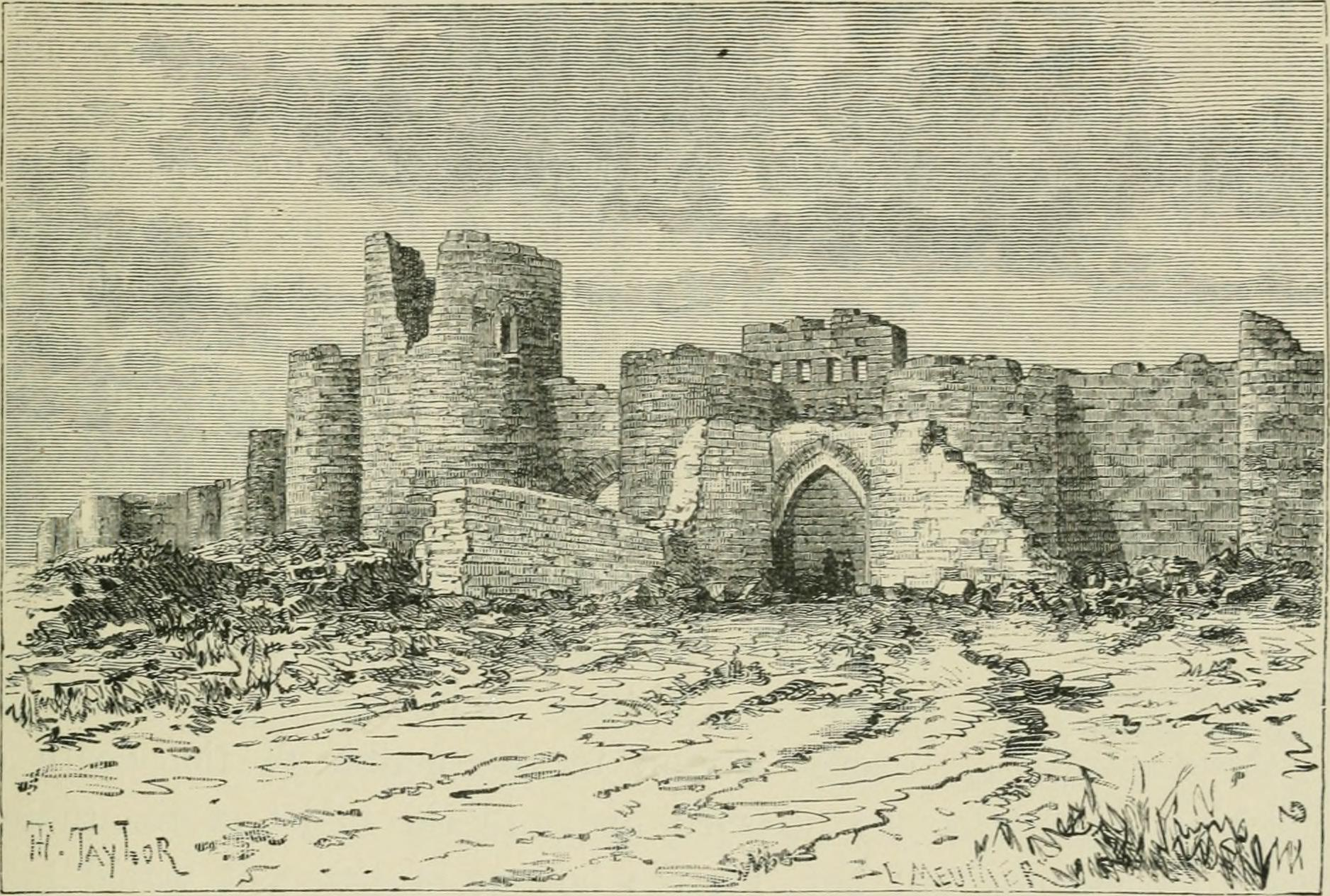
Ruines de Kemah en Arménie, site supposé d'Ani, résidence des rois arsacides. Illustration de lHistoire de Rome de Victor Duruy, 1883.

Trajan reçoit à Antioche l'ambassade du roi Abgar d'Osroène (royaume de Mésopotamie occidentale, situé entre l'Empire romain et le royaume des Parthes) et des princes arabes de Mésopotamie dont Mannos de la tribu des Sennites de Singara, Manisaros de Gordyène et Mebarsapes, roi d'Adiabène. Le roi Abgar offre de nombreux présents (dont 250 cavaliers en armes) à l'empereur en guise d'excuses pour sa soumission tardive. Chosroes envoie quant à lui une deuxième délégation pour poursuivre les négociations entamées à Athènes mais Trajan lui signifie que ce qu'il propose n'est pas acceptable.
Pendant ce temps, des combats se déroulent sur les rives de l'Euphrate. Il semble que les Romains aient alors subi quelques revers et que la Legio XVI en garnison à Samosate ait dû abandonner temporairement la ville,.
Au début du printemps, Trajan quitte Antioche à la tête de son armée qui se compose de huit légions auxquelles s'ajoutent des vexillations d'autres légions et des troupes auxiliaires pour un total d'environ 80 000 hommes, ce qui concerne au total 17 légions et en fait le plus grand rassemblement de légions que l'Empire ait connu. Parmi les légions représentées (dans leur intégralité ou par une vexillation), on peut citer la VI Ferrata dont le légat Caius Bruttius Fulvius Rusticus a été décoré par Trajan,, la XVI Flavia Firma basée à Satala dont l'un des centurions est décoré à l'issue de la guerre, la IIII Scythica qui dédie un monument à Trajan à Artaxata en 116, la X Fretensis dont un des tribuns est récompensé pour ses actions, la XXII Primigenia dont le préfet de camp Marcus Julius Maximus est décoré et la III Cyrenaica dont une vexillation élève un autel dédié à Sérapis à Jérusalem entre 116 et 117 et construit un arc de triomphe à Doura Europos en 115.
Trajan obtient le soutien de rois locaux soumis à Rome comme Anchialos, roi des Machelones, tribu de Colchide. Il se dirige vers le nord, passant par Samosate, dont il reprend le contrôle sans combat, puis par Mélitène et atteint le camp légionnaire de Satala dans le nord-est de l'Asie mineure, près de la frontière avec l'Arménie. Parthamasiris tente de négocier avec Trajan pour qu'il accepte de le couronner mais Trajan refuse de traiter.

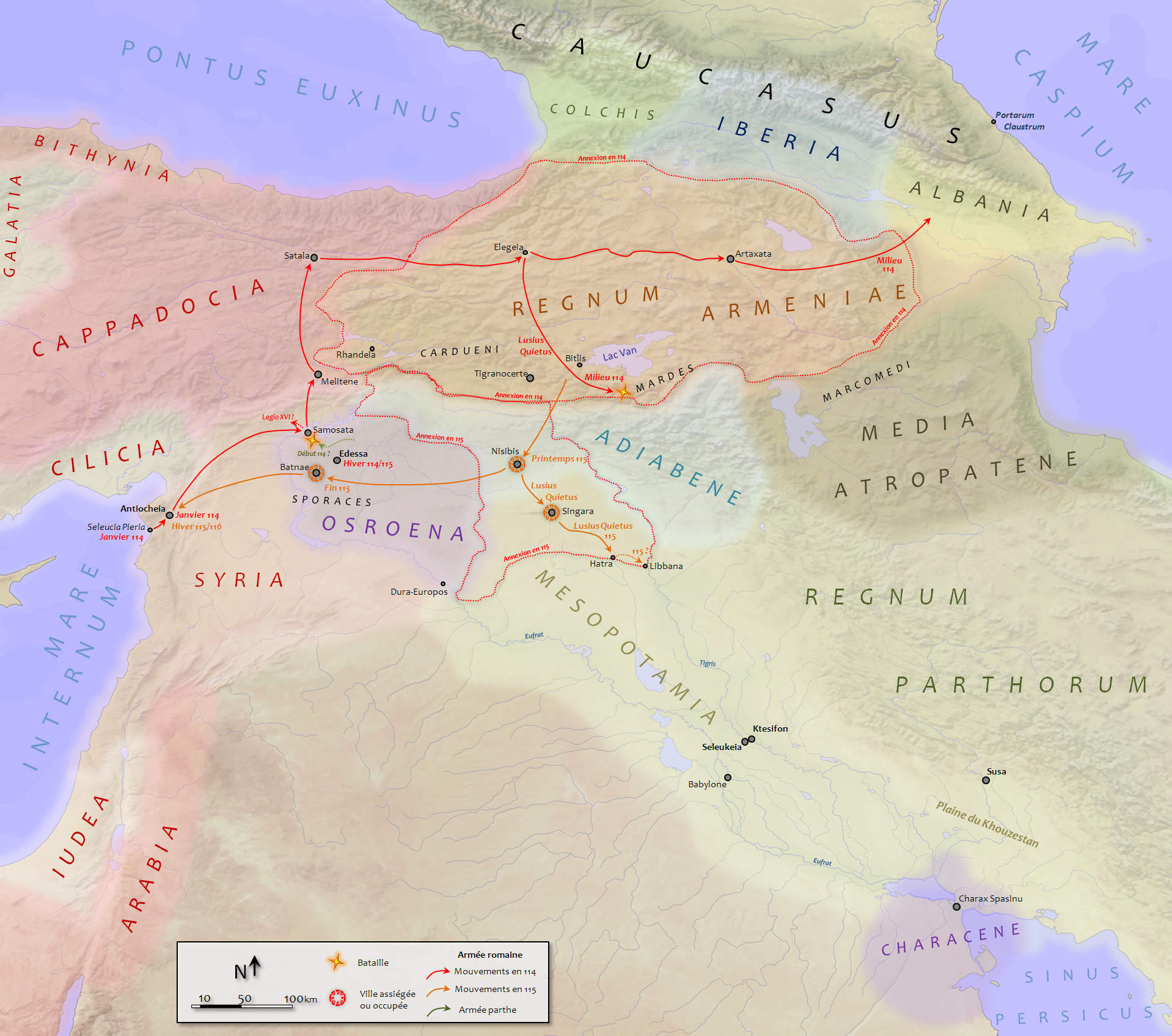
Carte de l'Arménie et de la Mésopotamie montrant les mouvements de troupes pour les années 114 et 115.

##### Conquête de l'Arménie

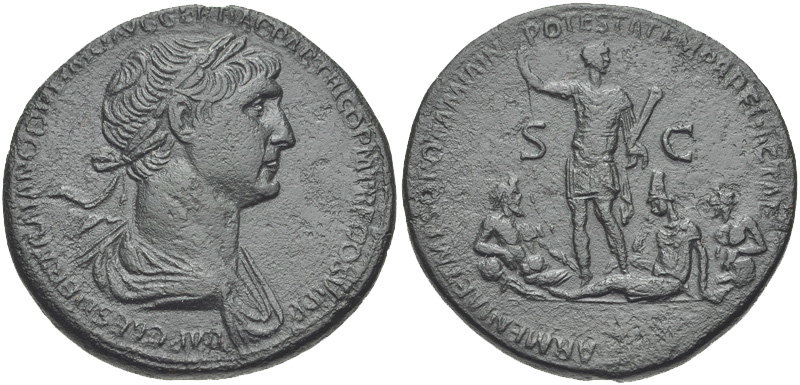
Sesterce frappé entre 116 et 117 commémorant la soumission de l'Arménie et de la Mésopotamie : sur le côté pile, on lit la devise : ARMENIA ET MESOPOTAMIA IN POTESTATEM P R REDACTAE. Les figures assises de l'Arménie, de l'Euphrate, et du Tigre se tiennent aux pieds de la figure de Trajan.
RIC II 642.

Trajan envahit l'Arménie et se dirige vers Artaxata. Cette grande offensive constitue une rupture importante de la paix établie entre Rome et les Parthes depuis le traité de Rhandeia. Il convoque le roi Parthamasiris à Elegeia. Espérant être couronné par Trajan, Parthamasiris se présente devant l'empereur et lui remet sa couronne mais celui-ci le dépose et ordonne alors à Parthamasiris et à ses partisans de quitter l'Empire, sous bonne escorte. Une fois quitté Elegeia, sur la route vers Artaxata, une émeute éclate opposant l'escorte romaine et la suite de Parthamasiris durant laquelle ce dernier est tué, peut-être sur ordre de Trajan. L'Arménie est dans un premier temps annexée à la province voisine de Cappadoce formant la provincia Cappadocia et Armenia Maior et Minor, avec à sa tête Lucius Catilius Severus, nommé procurateur et chargé de l'administration fiscale, avant de devenir une province romaine à part entière. La nouvelle province n'occupe pas la totalité de l'ancien royaume arménien. Ce qui n'est pas annexé forme un petit royaume client près du massif du Caucase, sur les rives de la mer Caspienne, avec probablement à sa tête le roi Axidarès qui a été renversé par Chosroes.
Trajan met à profit les mois suivants pour pacifier la nouvelle province et soumettre les peuples frontaliers. Il place des détachements de trois légions en garnison à Artaxata (une grande partie de la Legio IV Scythica et les vexillations des légions I Italica et VI Ferrata). Il envoie une colonne placée sous le commandement du légat Lusius Quietus au sud du lac de Van pour réprimer les troubles provoqués par les Mardes,,. Lusius Quietus pénètre alors dans le territoire parthe après avoir traversé l'Araxe. Il envoie également le légat Bruttius Praesens à la tête de la Legio VI Ferrata près de la frontière avec la Média Atropatène, et une autre armée vers les Portes Caspiennes pour soumettre les Albaniens. La nouvelle province paraît sous contrôle total des Romains à la fin de 114.
Pour la conquête de l'Arménie, Trajan reçoit du Sénat le titre d'Optimus au début de l'automne,. Trajan obtient la soumission officielle du roi Abgar d'Osroène et est invité à passer l'hiver à Édesse. Avant de quitter l'Arménie, Trajan se rend à Baalbeck-Héliopolis afin de consulter les oracles du dieu syrien Hadad, baptisé Jupiter-Heliopolitanus.

#### Année 115

##### Conquête de la Mésopotamie

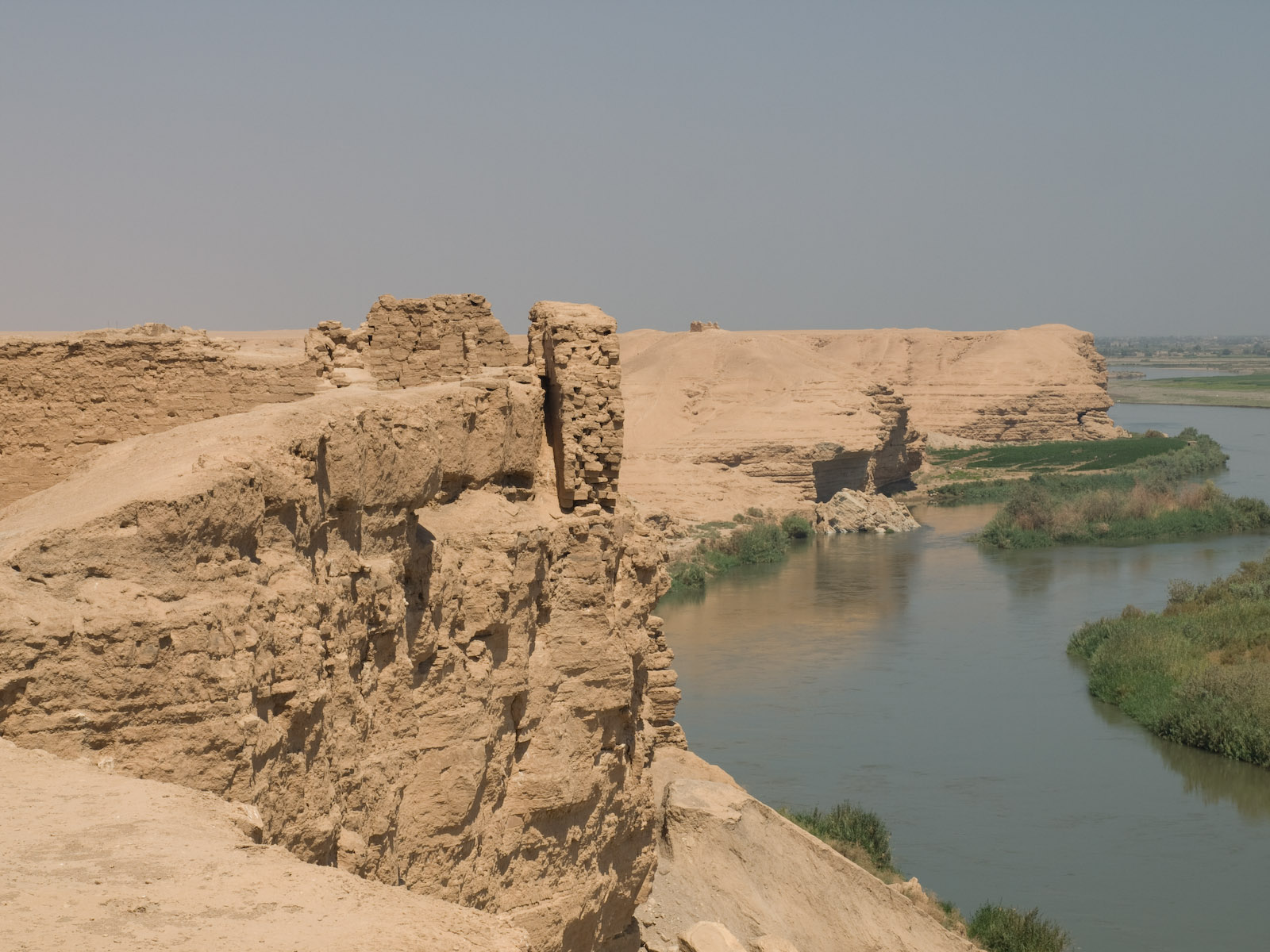
L'Euphrate à hauteur de la citadelle de Doura Europos.

Au printemps 115, Trajan quitte l'Arménie à la tête de ses troupes et se dirige vers le sud. Il atteint la vallée du Tigre dans la Haute-Mésopotamie par la passe de Bitlis. Nisibe tombe rapidement sous le contrôle des Romains qui semblent avoir remporté de nombreuses victoires, Trajan ayant été acclamé quatre fois imperator cette année. Pourtant les Romains, profitant de la guerre civile qui paralyse les Parthes, ne paraissent pas rencontrer de résistance sérieuse. Lusius Quietus poursuit vers le sud-ouest, occupe Singara et atteint peut-être Hatra et Libbana sur le Tigre. Les huitième et neuvième acclamations de Trajan célèbrent probablement les prises successives de Nisibe et Singara.
Les Romains soumettent les Cardueni de Gordiène et les Marcomedi de Media Atropatène et, avant la fin de l'année 115, le nord de la Mésopotamie est déclarée province romaine. Jusqu'au mois de décembre, Trajan organise la nouvelle province qui s'étend entre le Tigre et l'Euphrate en faisant construire des routes et en établissant un système douanier sur les deux fleuves,. Un arc est élevé en l'honneur de Trajan par les soldats de la Legio III Cyrenaica à Doura Europos, important centre caravanier le long de l'Euphrate, signe que des postes avancés romains ont été installés assez loin dans le sud.
À la fin de 115, Trajan retourne à Antioche. Sur le chemin du retour, à l'instigation d'Abgar d'Osroène qui parvient à convaincre Trajan, les Romains occupent Batnae, près d'Édesse, capitale des Sporaces d'Antemusia qui n'avaient fait leur soumission que tardivement. Il passe ensuite l'hiver 115/116 à Antioche où de nombreux soldats, dont des membres de la suite de l'empereur, périssent lors d'un violent tremblement de terre le 13 décembre,. Le 20 février 116, date fournie par les Fasti Ostienses, le Sénat ajoute le titre de Parthicus à la titulature de Trajan. Les émissions monétaires célèbrent également les victoires sur les Parthes avec la devise Parthia Capta.

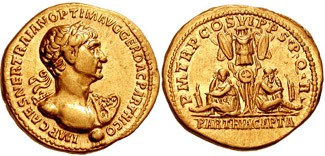
Aureus frappé vers le milieu de l'été 116. Sur le côté pile, au-dessus de la devise PARTHIA CAPTA, les figures de deux Parthes vaincus qui se tiennent adossés sous des trophées. RIC II 325..
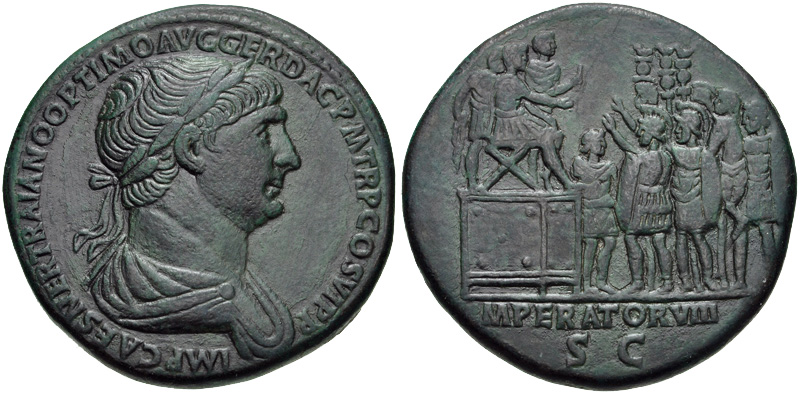
Sesterce frappé après 114 montrant au verso Trajan, accompagné d'officiers, être acclamé imperator pour la huitième fois (IMPERATOR VIII SC).

### Deuxième campagne

#### Les objectifs
À l'issue de la première campagne, la guerre semble terminée et les objectifs atteints. Mais Trajan souhaite peut-être sécuriser au maximum la nouvelle frontière par la prise de la capitale parthe pour affaiblir les Parthes devenus très menaçants, stratégie déjà amorcée par l'avancée de détachements jusqu'à Doura Europos, le long de l'Euphrate et Libbana le long du Tigre.

#### Année 116

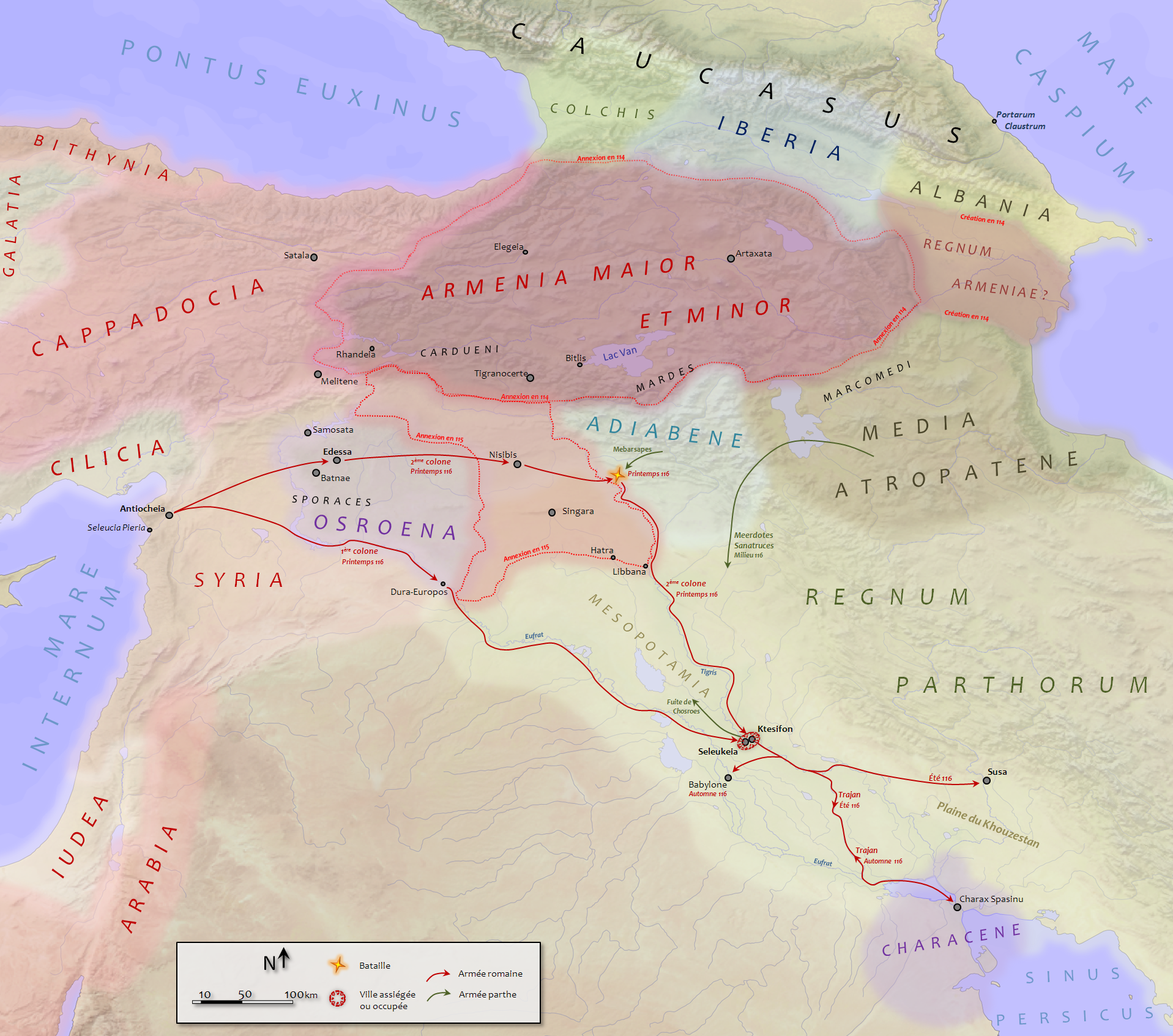
Carte de l'Arménie et de la Mésopotamie montrant les mouvements de troupes pour les années 115 et 116.

##### Expédition vers le Golfe Persique
Au printemps 116, Trajan repart d'Antioche à la tête de son armée qu'il divise en deux colonnes. L'une, qu'il commande au moins jusqu'à Nisibe, longe le Tigre sur la rive gauche, utilisant des bateaux tractés depuis la rive pour transporter le matériel, et envahit l'Adiabène tandis que l'autre suit la vallée de l'Euphrate et envahit la basse Mésopotamie. Les deux colonnes progressent sans rencontrer de résistance, excepté quelques affrontements lors de la traversée du Tigre contre les troupes du roi Mebarsapes qui provoquent des troubles depuis l'Adiabène depuis l'année précédente, et font leur jonction aux portes de Ctésiphon et Séleucie du Tigre qui sont occupées,. Chosroes Ier, roi des Parthes, prend la fuite à l'approche de Trajan et trouve refuge auprès de son frère Mithridate mais une de ses filles est capturée et envoyée à Rome, ainsi que son trône en or. La victoire en Adiabène et la prise de la capitale parthe valent à Trajan ses douzième et treizième acclamations comme imperator.

L'Empire romain à son apogée territorial, en 116.

À l'été 116, Trajan poursuit sa route vers le sud et obtient la soumission d'Attambélos V, roi de Mésène, qui est maintenu en place comme client de Rome et celle du royaume de Characène. Accueilli favorablement par le roi de Characène qui mène une politique plutôt pro-romaine, il séjourne un temps à Charax Spasinu à la fin de l'été, ville portuaire située près de la confluence du Tigre et de l'Euphrate. Selon une légende, Trajan, assistant au départ de navires marchands pour l'Inde, aurait regretté de ne pas être aussi jeune qu'Alexandre le Grand pour partir lui-même conquérir l'Inde. D'ailleurs, à son retour du golfe Persique à la fin de l'automne, Dion Cassius raconte que Trajan se serait arrêté à Babylone pour visiter la maison où est mort Alexandre le Grand et offrir un sacrifice. Il s'apprête à y passer l'hiver.
À l'est, les troupes romaines atteignent la plaine du Khouzestan et occupent Suse, capitale d'hiver des monarques parthes. Trajan a été plus loin vers l'est qu'aucun autre empereur romain avant lui et a porté l'Empire à son extension maximale, même si ces conquêtes se révèlent finalement très éphémères.

##### Contre-attaque des Parthes et révolte juive

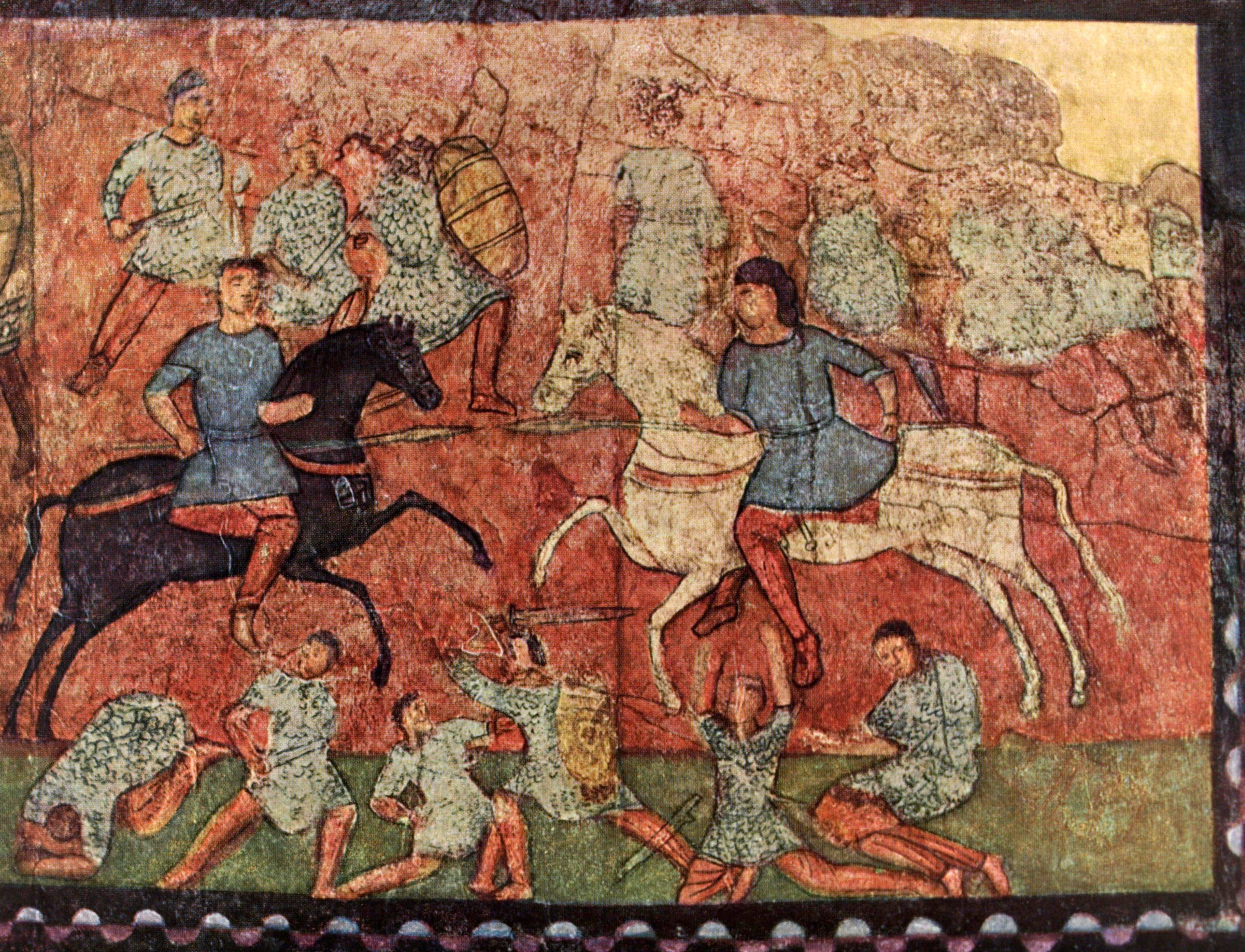
Scène de bataille, fresque de la synagogue de Doura Europos, IIIe siècle.

Le succès rapide de Trajan sur les Parthes lui a donné de l'assurance et il a entrepris ce voyage le long du Tigre vers le Golfe Persique en commettant l'erreur stratégique de négliger de renforcer sa position. Les Parthes, marqués par la chute de leur capitale, retrouvent une certaine unité, en profitent pour se réorganiser et progressent sur les arrières des troupes romaines, reprenant le contrôle de l'Adiabène, menés par les chefs arsacides Meerdotes et Sanatruces,.
De plus, le mécontentement des populations locales et de l'importante communauté juive qui se plaignent des exactions commises par les soldats et de la pression fiscale imposée par les Romains, soutenues par les marchands dont les échanges sont bouleversés par la conquête romaine et la mise en place d'une nouvelle administration, provoque un soulèvement des régions septentrionales de Mésopotamie, ce qui, combiné à la contre-attaque parthe, conduit à la perte de toutes les conquêtes territoriales romaines. Profitant de l'absence de Trajan et de la dispersion de ses troupes, la révolte se répand rapidement par l'intermédiaire des caravaniers à toutes les régions conquises récemment par les Romains : les habitants de Séleucie du Tigre, Nisibe et Édesse chassent leurs garnisons romaines.
Déjà l'année précédente, des incidents avaient éclaté en Cyrénaique, incidents qui ont progressivement pris la forme d'une importante révolte juive qui embrase toute la partie orientale de l'Empire, de la Cyrénaïque à la Mésopotamie, en passant par l'Égypte, Chypre, la Judée et la Syrie. Trajan, qui ne s'attendait pas à ce que des troubles se produisent en Cyrénaïque et en Égypte, avait affaibli la présence des troupes romaines dans ces régions. Le soulèvement juif dans le Proche-Orient pourrait s'expliquer en partie par les liens anciens unissant les Parthes aux Juifs.

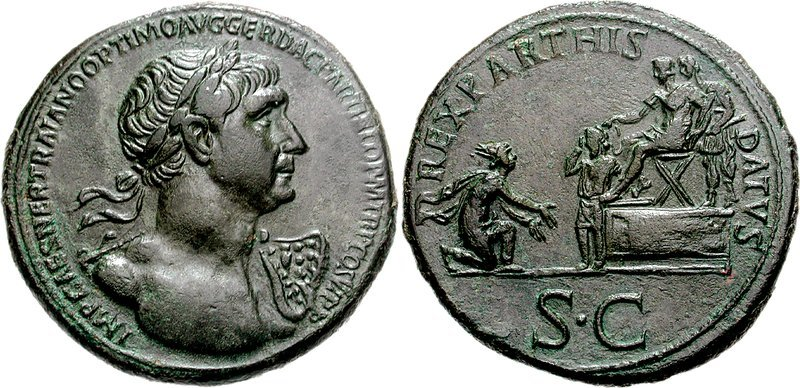
Sesterce frappé vers 116/117. Au verso, sous la devise REX PARTHIS DATVS S C, Trajan, assis sur un siège pliant, donne le trône de Parthie à Parthamaspatès.

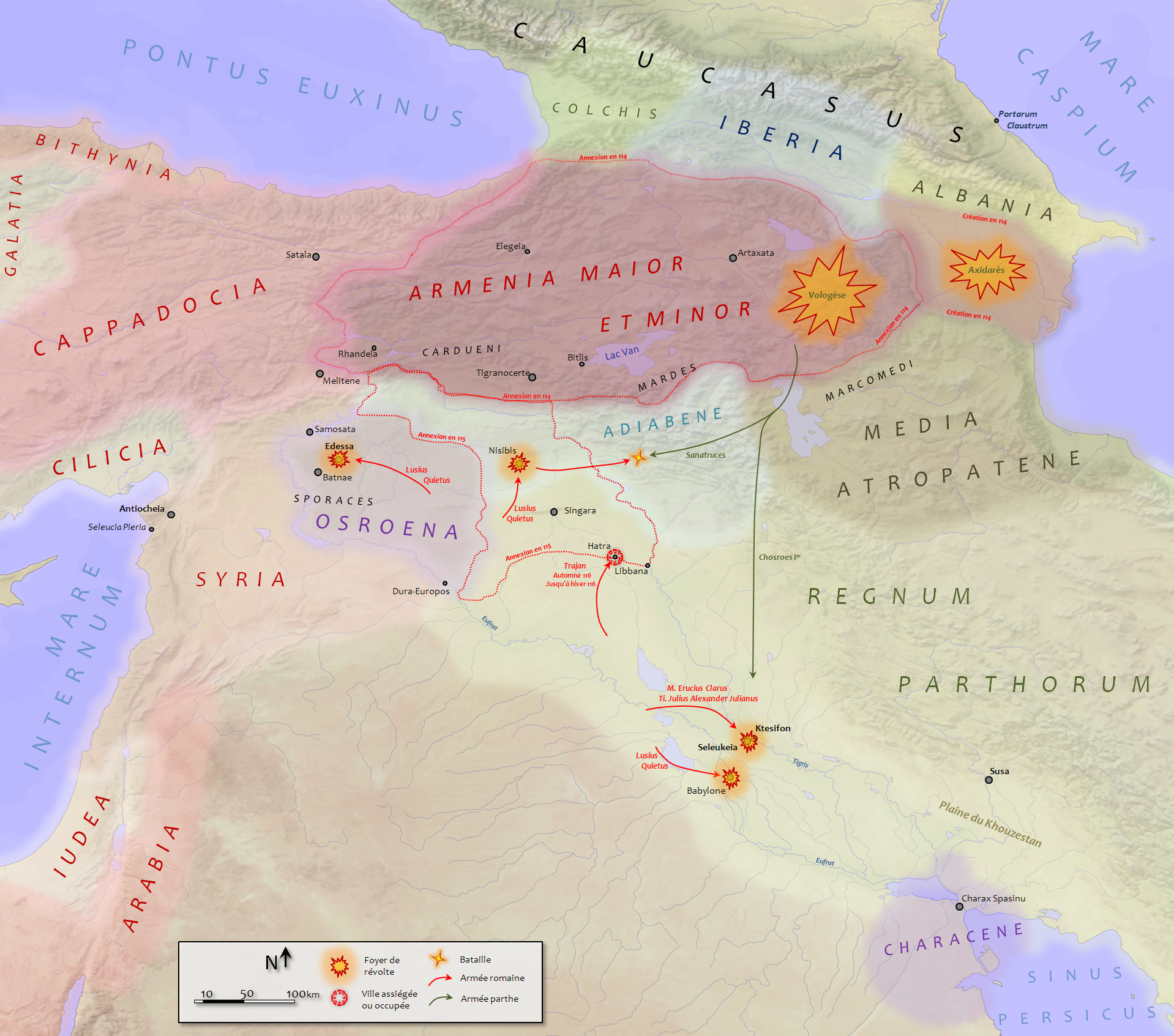
Carte de l'Arménie et de la Mésopotamie montrant les mouvements de troupes pour la fin de l'année 116.

À la nouvelle de ces évènements, Trajan quitte Babylone et entame une reconquête systématique des régions perdues. Mais en Mésopotamie, plusieurs légats, dont Appius Maximus Santra, sont battus, ce qui entraîne la perte de nombreuses garnisons. Les Romains sont contraints d'évacuer l'extrême sud de la Mésopotamie. Parthamaspatès, fils autoproclamé du roi parthe Chosroes Ier, qui a accompagné Trajan dans son expédition jusqu'à Ctésiphon, établit avec ses troupes un front contre les rebelles, ralentissant leur progression. Son action est récompensée par Trajan qui le couronne roi des Parthes à Ctésiphon avec le titre de Rex Parthiis Datus (« roi donné aux Parthes »), renonçant par là même à l'intégration complète de la Mésopotamie dans l'Empire : les territoires du sud de la Mésopotamie, Babylone et la région de Doura Europos sont confiés au nouveau roi. Celui-ci, qui a longtemps vécu auprès des Romains, n'est pas accepté par la population qui se soulève. Trajan ne peut pas se permettre de mobiliser des troupes pour venir en aide à Parthamaspatès, qui est renversé par Chosroes l'année suivante.
Trajan organise la retraite de ses troupes au-delà de l'Euphrate afin de reprendre le contrôle des villes révoltées le long du fleuve. La retraite est assurée en partie par les actions de Lusius Quietus qui protège la progression des légions.

##### Tentative de reconquête
Trajan charge Lusius Quietus de réprimer l'insurrection qui a éclaté au nord de la Mésopotamie où, appuyé par l'importante communauté juive de la région, Abgar VII d'Osroene a trahi le camp romain et rejoint la cause des Parthes. Babylone, Nisibe et Édesse repassent rapidement sous le contrôle des Romains. La répression de Lusius Quietus est terrible,. Les Juifs et les Parthes révoltés de Babylone sont massacrés, le roi Abgar d'Osroene est tué et la ville d'Édesse est rasée,. Lusius Quietus défait les troupes de Sanatruces qui a repris le contrôle de l'Arménie méridionale et qui arrive de Media Atropatène. Il semble que Sanatruces soit tué durant les combats. Les généraux Marcus Erucius Clarus et Tiberius Julius Alexander Julianus se chargent quant à eux de reprendre le contrôle du sud de la Mésopotamie et reprennent et incendient Séleucie qui s'est rebellée,.
Trajan doit se séparer d'une partie de ses troupes qui sont envoyées réprimer les révoltes qui ont éclaté dans d'autres provinces de l'Empire. Quintus Marcius Turbo est envoyé reprendre le contrôle de l'Égypte et de la Cyrénaïque tandis que Caius Iulius Quadratus Bassus est envoyé en Dacie prendre la tête de la Legio XIV Gemina,, en garnison à Carnuntum, pour réprimer le soulèvement des Daces libres, provoqué par les attaques répétées des Sarmates Roxolans et Iazyges. C'est à cette occasion qu'Hadrien est nommé gouverneur de Syrie pour remplacer Caius Iulius Quadratus Bassus.
De nouvelles révoltes éclatent en Arménie. Vologèse, fils de Sanatruce, prend la tête de troupes parthes et tente de défendre sa position en Arménie. Trajan, dont les ressources militaires s'amenuisent, est contraint de céder une partie du royaume pour permettre à ses troupes de se reposer.
À l'automne 116, une fois que les différents théâtres d'opérations paraissent sous contrôle ou en passe de l'être, Trajan se dirige vers le nord et met le siège devant Hatra, point stratégique entre l'Euphrate et le Tigre tenu par une population comprenant des éléments iraniens, arabes et araméens, tous partisans des Parthes arsacides. Le siège se déroule dans des conditions très défavorables aux assiégeants qui souffrent du climat désertique et de problèmes de ravitaillement. À la fin de l'automne, Trajan, dont la santé décline, est contraint de se retirer à Antioche, où il passe l'hiver. L'armée romaine se retire de Mésopotamie et évacue les villes de Babylone et de Doura Europos, cette dernière reprenant son rôle de citadelle parthe surveillant la frontière avec l'Empire romain.

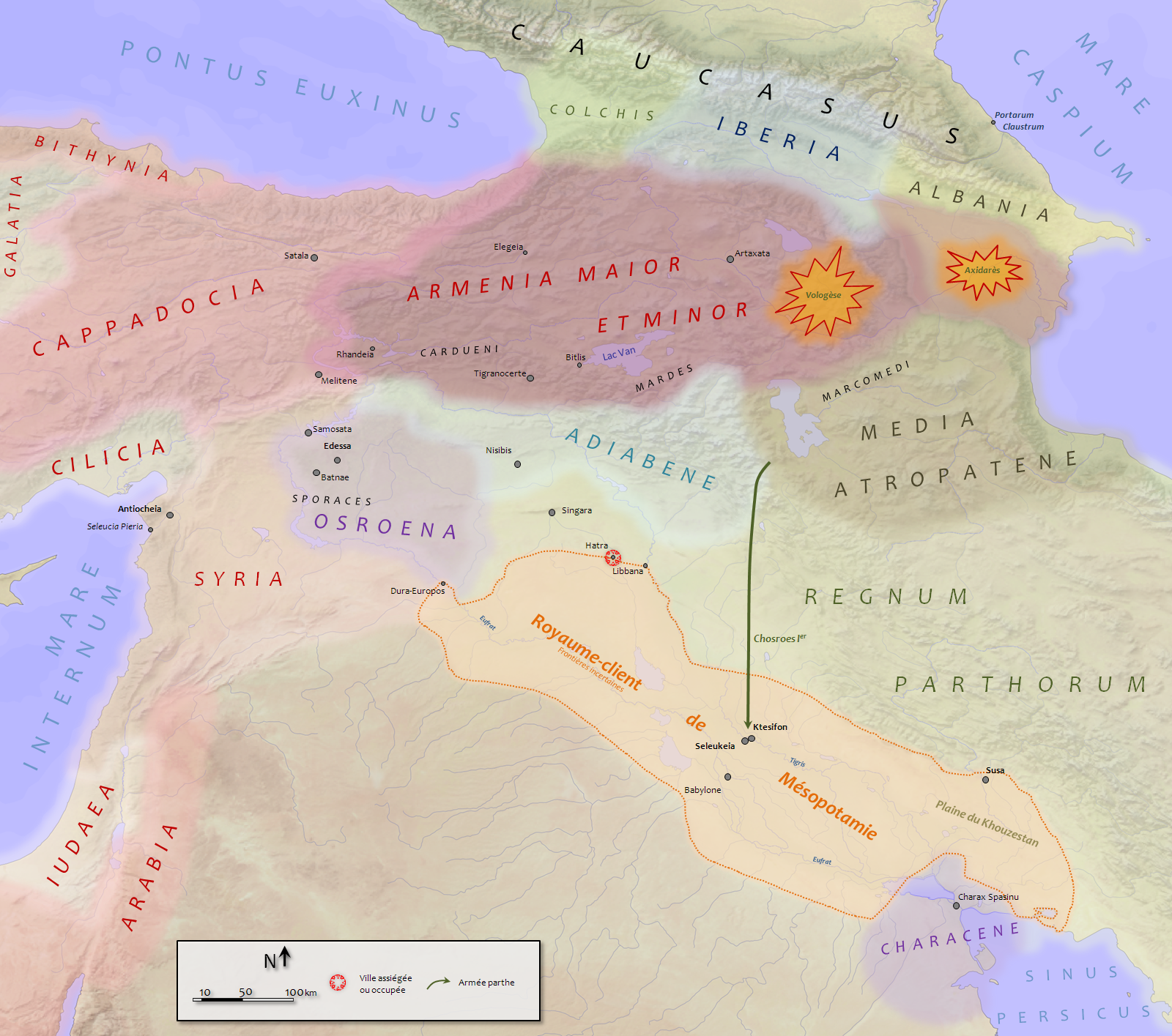
Situation en 117, lorsque Trajan quitte le front.

#### Année 117
Au début de 117, son état de santé continue à se détériorer. Incapable de reprendre la tête de son armée, il décide finalement de rentrer à Rome au début de l'été et nomme Hadrien gouverneur de Syrie, lui laissant prendre le contrôle des opérations. L'état de santé de Trajan s'aggrave soudainement à bord du navire qu'il a affrété pour son voyage de retour. Il est débarqué en urgence à Selinus, en Cilicie, où il meurt début août. La ville sera un temps rebaptisée Traianopolis sous Hadrien, son successeur.

## Le changement de stratégie d'Hadrien

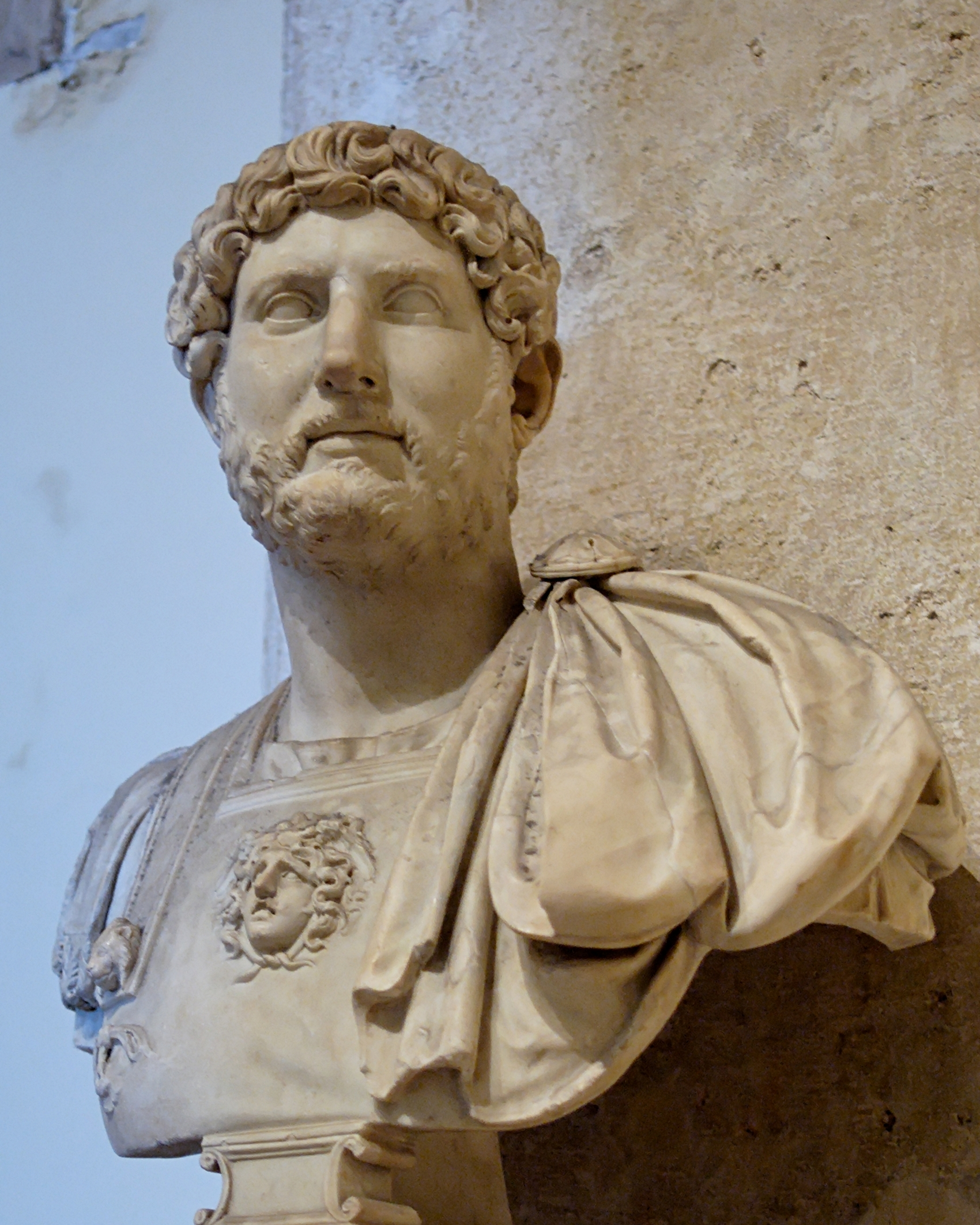
Buste d'Hadrien, musée du Capitole.

### Abandon des conquêtes de Trajan
Au moment de la mort de Trajan, au milieu de l'été 117, la Grande-Arménie est de nouveau sous contrôle romain même si les combats continuent, excepté la partie cédée peu avant par Trajan. Dans le nord de la Mésopotamie, Lusius Quietus est parvenu à reprendre la situation en main. Les combats ne sont pas arrêtés mais les rebelles ont été isolés en petites poches. Dans le sud de la Mésopotamie, le roi-client Parthamaspatès n'a pas pu se maintenir et a été renversé par Chosroes qui reprend la contrôle de sa capitale. Hadrien le place sur le trône du royaume d'Osroène. L'Adiabène semble quant à elle perdue.
La situation n'est pas catastrophique mais la reconquête des territoires perdus nécessite la mise en place d'une nouvelle expédition. Dans ces conditions, Hadrien décide de ne pas poursuivre la politique expansionniste de Trajan en Orient et renonce à l'Arménie et la Mésopotamie. Lucius Catilius Severus, nouvellement nommé gouverneur de Syrie par Hadrien, traite avec Vologèse et le confirme sur le trône d'Arménie.

### Traité de paix
En juin 123, Hadrien rencontre le roi parthe Chosroes Ier sur une île de l'Euphrate où est conclu un traité de paix. Hadrien s'engage à ne pas intervenir dans les affaires du royaume parthe en ne soutenant pas par exemple la révolte de Parthamaspatès. La fille de Chosroes, capturée par Trajan à Ctésiphon et ramenée à Rome, est renvoyée en Parthie. La dynastie des Abgarides, dont le roi Abgar VII avait été tué lors de la répression de Quietus en 116, qui a chassé Parthamaspatès du trône d'Osroène, est confirmée à la tête du royaume. L'Arménie reste sous la protection de Rome avec Vologèse pour roi. La Mésopotamie perd définitivement son statut de province de l'Empire et son tribut est abaissé. La frontière orientale de l'Empire retrouve donc son tracé d'avant les campagnes de Trajan.

## Conséquences
Même si Hadrien a finalement abandonné les conquêtes de Trajan en Orient, les campagnes que Trajan a menées contre les Parthes marquent un tournant dans la stratégie globale de l'Empire romain et influencent ses successeurs : Lucius Aurelius Verus, à la suite d'une attaque parthe en Arménie, et Septime Sévère se lancent dans des guerres d'annexion en Orient.
Vers le milieu du IIIe siècle, les Romains essuient de sérieux revers face aux Sassanides, dynastie qui a renversé les Parthes en Perse. La victoire de Galère sur le roi perse Narseh efface la honte des défaites et le front de l'Orient reste une zone militaire active pendant tout le IVe siècle.